# Мюроль (Аверон)
Мюро́ль (фр. Murols, окс. Muròls) — коммуна во Франции, находится в регионе Окситания. Департамент — Аверон. Входит в состав кантона Мюр-де-Барре. Округ коммуны — Родез.
Код INSEE коммуны 12166.
Коммуна расположена приблизительно в 460 км к югу от Парижа, в 160 км северо-восточнее Тулузы, в 45 км к северу от Родеза.

## Население
Население коммуны на 2008 год составляло 102 человека.
| 1962 | 1968 | 1975 | 1982 | 1990 | 1999 | 2008 |
| ---- | ---- | ---- | ---- | ---- | ---- | ---- |
| 233  | 240  | 240  | 193  | 175  | 130  | 102  |

## Экономика

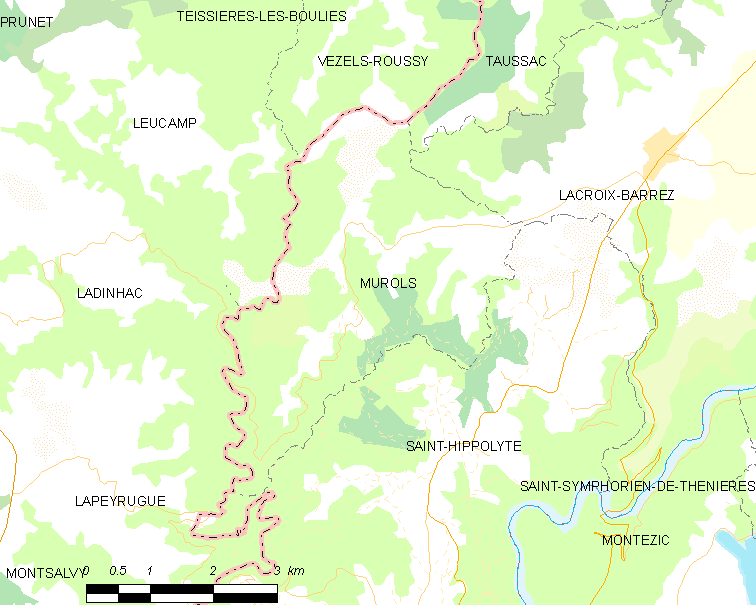
Карта коммуны

В 2007 году среди 61 человека в трудоспособном возрасте (15-64 лет) 37 были экономически активными, 24 — неактивными (показатель активности — 60,7 %, в 1999 году было 67,1 %). Из 37 активных работали 35 человек (20 мужчин и 15 женщин), безработных было 2 (1 мужчина и 1 женщина). Среди 24 неактивных 1 человек был учеником или студентом, 12 — пенсионерами, 11 были неактивными по другим причинам.